# Montenvers

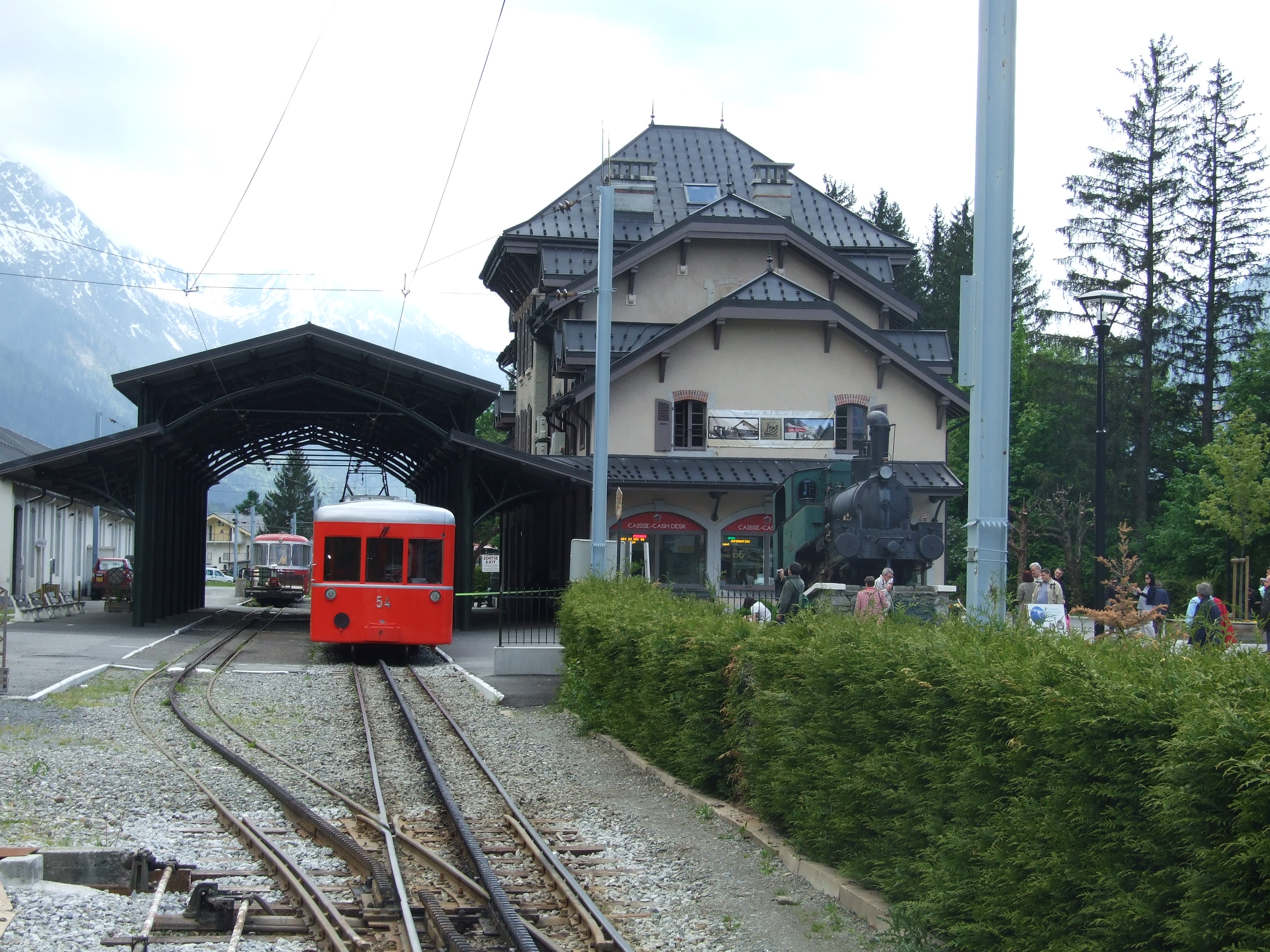
Zahnradbahn Chemin de fer du Montenvers am Bahnhof Chamonix

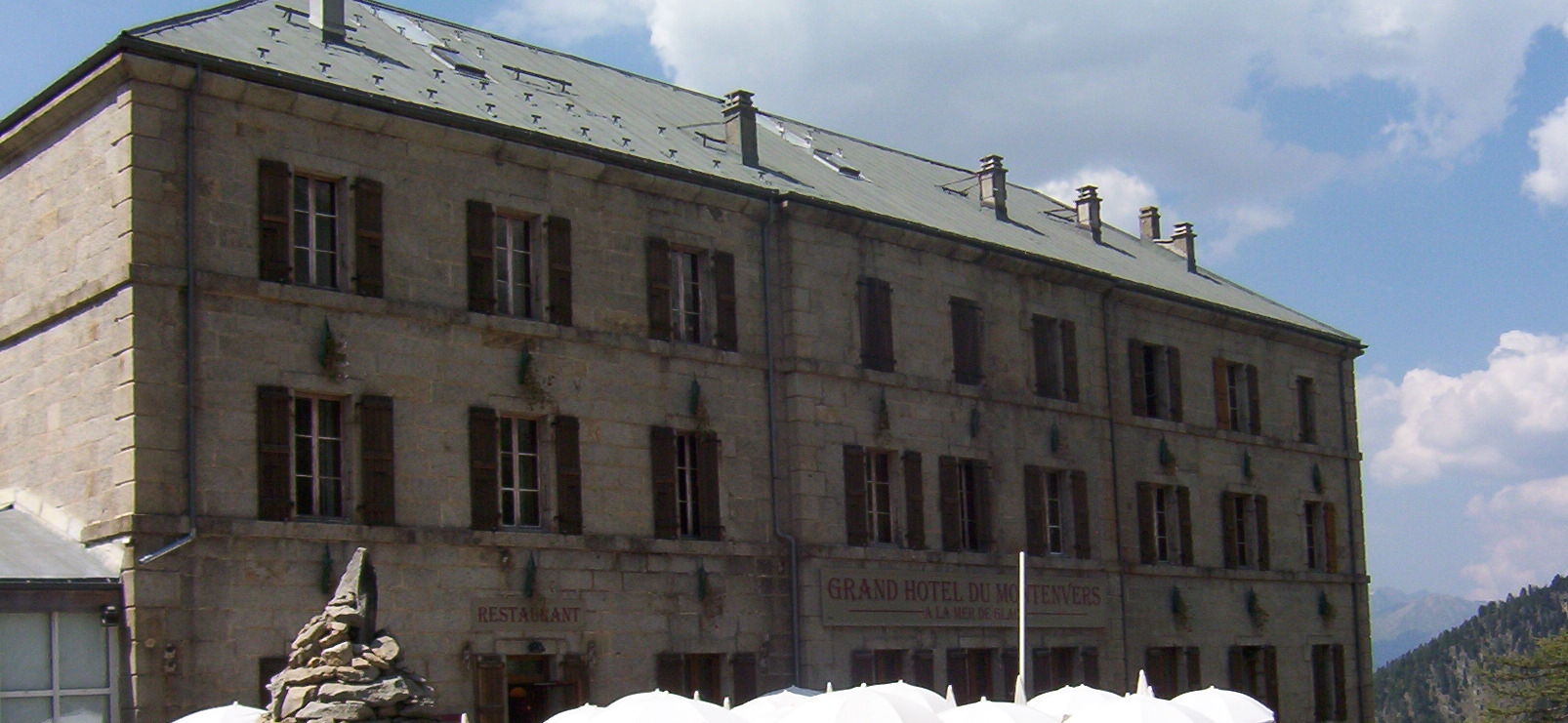
Grand Hotel Du Montenvers

Montenvers (1913 m) ist ein Felssporn und Aussichtspunkt über dem Mer de Glace bei Chamonix und Namensgeber der Chemin de fer du Montenvers, einer im Jahr 1909 eröffneten Zahnradbahn, die von Chamonix auf den Montenvers führt.
An der Bergstation befinden sich ein Hotel, ein Panoramarestaurant, eine Galerie alpiner Kristalle und ein Museum über alpine Fauna. Von der Bergstation führt eine kurze Seilbahn (Baujahr: 1960) steil die Moränenflanke hinunter zur Gletscherzunge des Mer de Glace. Durch das Zurückschmelzen des Gletschers liegt mittlerweile auch die Talstation dieser Seilbahn etliche Höhenmeter oberhalb des Gletschers, den man auf einem gesicherten Steig mit 400 Treppenstufen erreichen kann. Am Gletscher selbst befindet sich eine künstliche Eisgrotte, die 1946 angelegt wurde. In der Eisgrotte finden sich Eisskulpturen, die das alpine Leben der Vergangenheit darstellen.
Das Hotel unterhalb der Bergstation wurde 1880 errichtet. Es wurde 2003 renoviert und modernisiert. Nach der Saison 2016 wurde es komplett saniert und umgebaut. 

## Geschichte

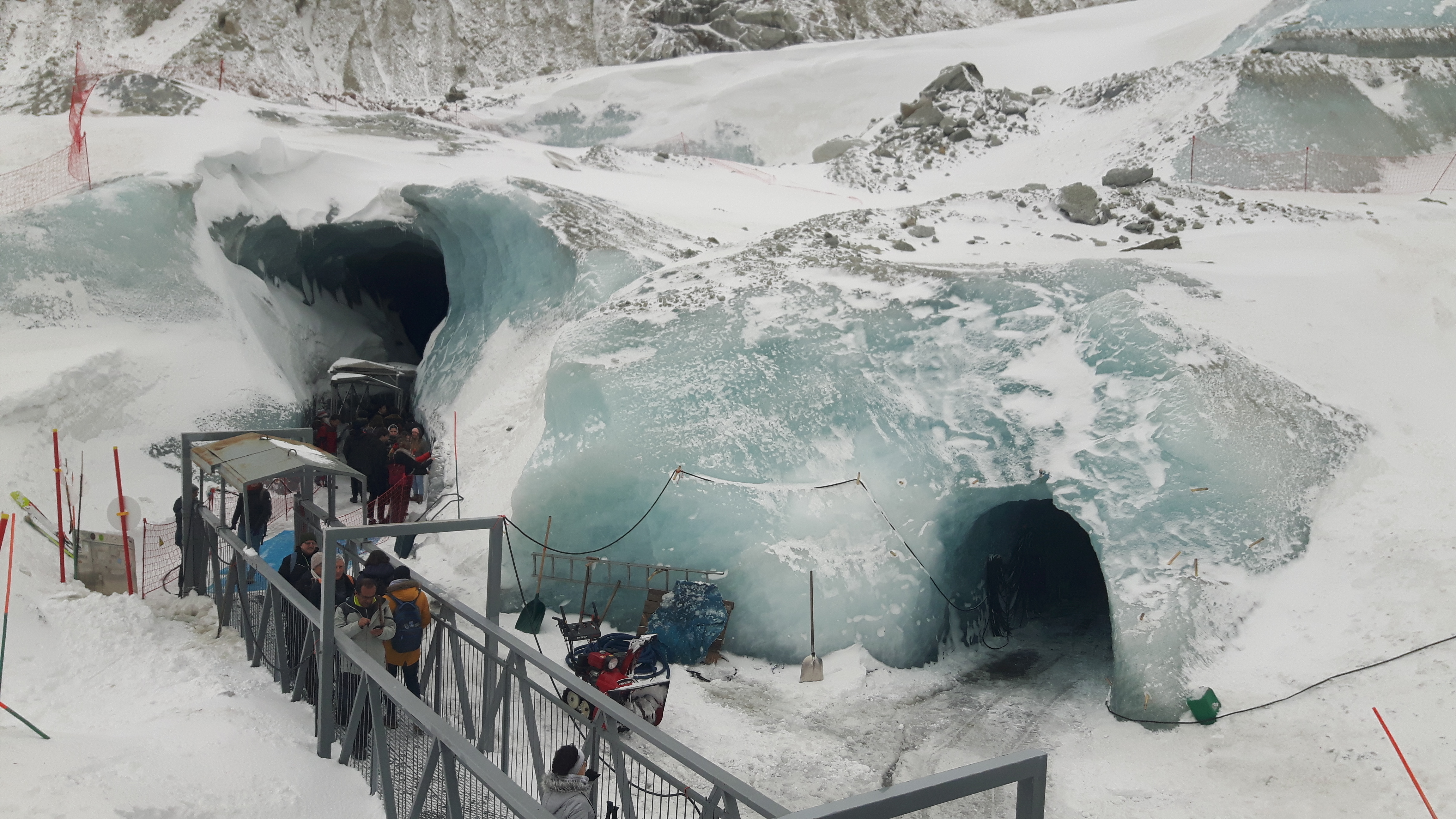
Eisgrotte

- Eisgrotte1741: Die Engländer William Windham (1717–1761) und Richard Pococke steigen zum Montenvers auf, um das Mer de Glace zu besichtigen.
- 1786: Die Oberlausitzer Adligen Adolf Traugott von Gersdorff und Karl Andreas von Meyer zu Knonow steigen zum Montenvers auf und zeichnen dort mehrere Aussichten zum Mer de Glace, zur Grandes Jorasses und zur Aiguille du Dru. Die Zeichnungen werden heute im Kulturhistorischen Museum Görlitz und der Oberlausitzischen Bibliothek der Wissenschaften aufbewahrt.

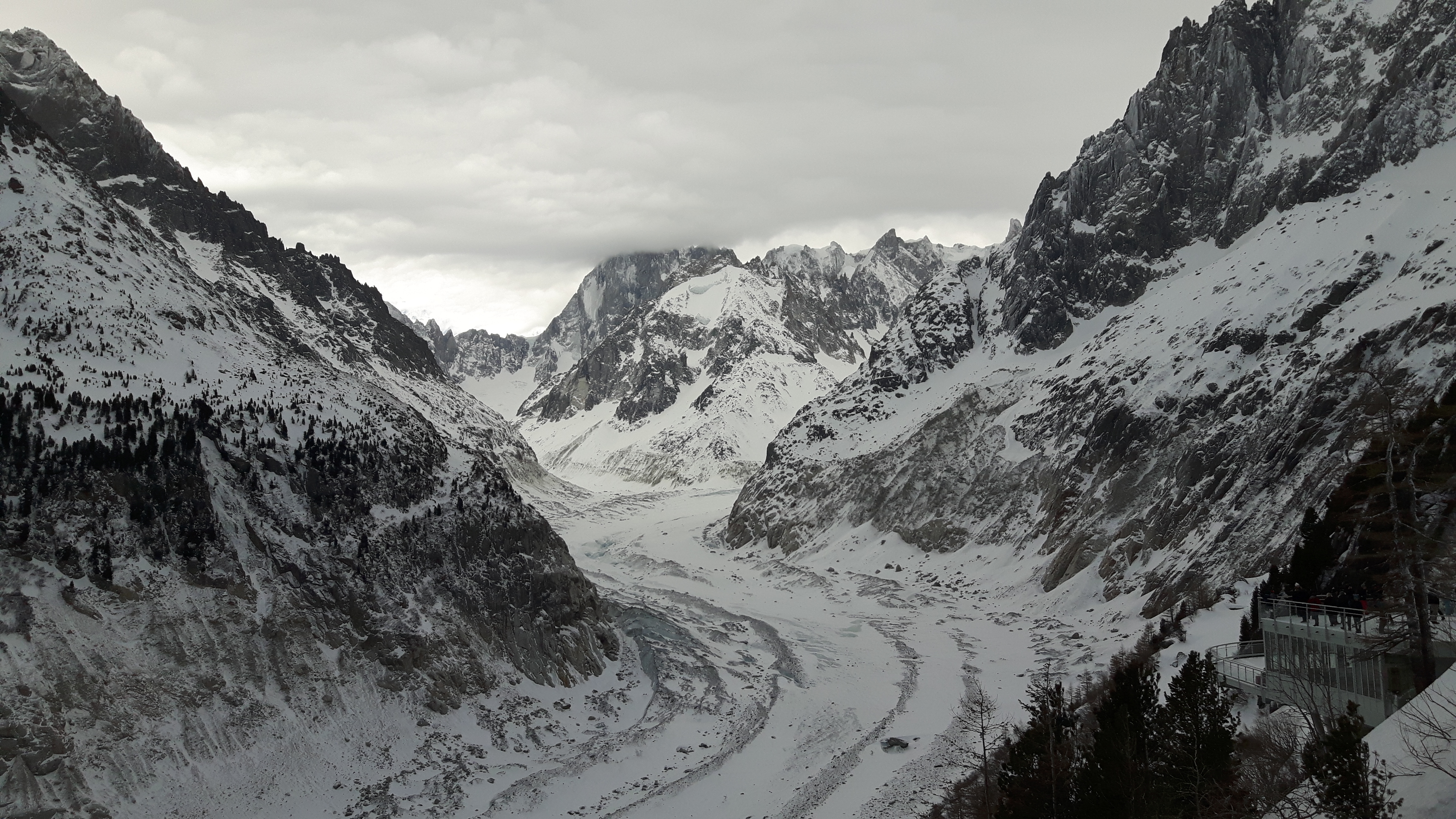
Mer de Glace, März 2019

- Mer de Glace, März 20191802: Die Beliebtheit des Montenvers als Aussichtspunkt bei den immer zahlreicher werdenden Besuchern (vor allem Adlige, Schriftsteller und Maler) führt zu ersten Wegebaumaßnahmen, um den Weg für Maultiere gangbar zu machen.
- 1880: Bau des Grand Hotel de Montenvers.
- 29. Mai 1909: Eröffnung der Chemin de fer du Montenvers
- September 2016: Schließung zwecks Sanierung und Umbau des Gebäudes
- 2017 Wiedereröffnung